# Domenico Guidi
Domenico Guidi (* 1625 in Carrara; † 28. März 1701 in Rom) war ein italienischer Bildhauer.

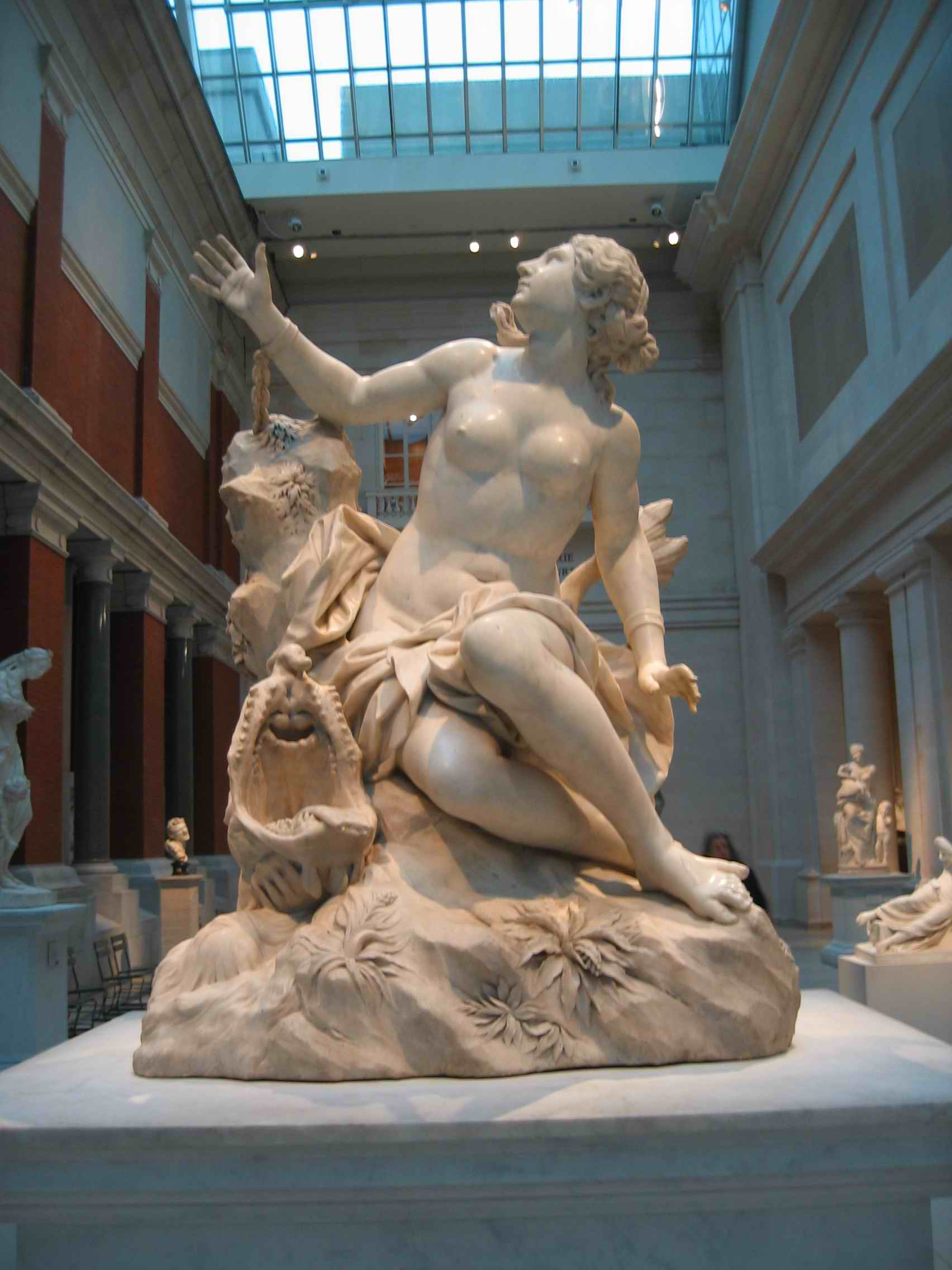
Guidis Skulptur „Andromeda und das Seeungeheuer“, Metropolitan Museum of Art

## Leben
Von Carrara aus folgte Guidi seinem Onkel, dem berühmten Bildhauer Giuliano Finelli, nach Neapel. Als Neffe eines Künstlers, der sich mit Bernini befehdete, wurde Guidi niemals von dem großen Meister beschäftigt. Stattdessen schloss er sich, nachdem er 1647 während Tommaso Masaniellos Aufstand aus Neapel geflohen war, dem Studio Alessandro Algardis an. Er arbeitete dort zusammen mit einem anderen Schüler, Ercole Ferrata, an verschiedenen Projekten, zum Beispiel an dem unvollendeten Werk Vision von Saint Nicholas seines Meisters, fertiggestellt 1655.

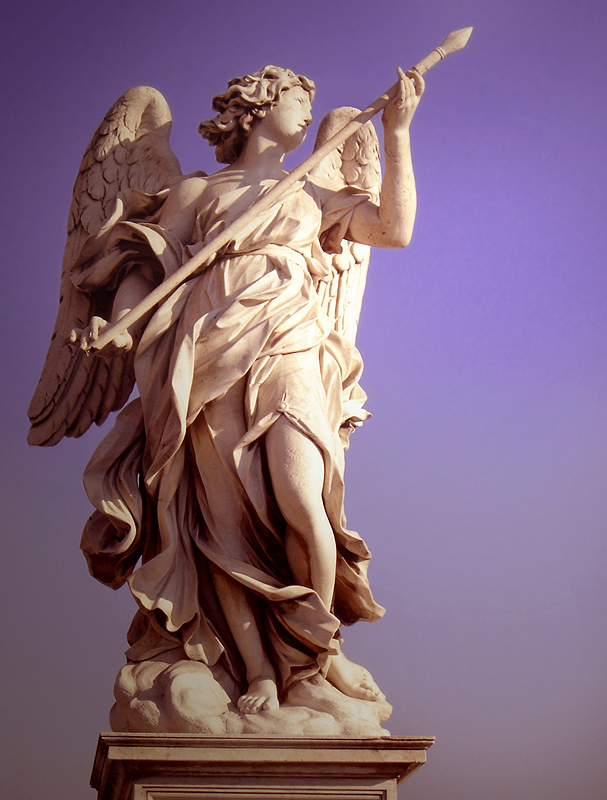
Engel mit der Lanze

Nach Algardis Tod 1654 war Guidi unabhängig und gründete seine eigene Werkstatt. Verglichen mit anderen Künstlern der großen Studios war er äußerst produktiv und entwickelte sich zu einem geschäftstüchtigen Unternehmer, der Aufträge aus ganz Italien, aber auch aus Deutschland, Frankreich und sogar Malta erhielt. Einer der Engel für die Ponte Sant’Angelo war in dieser Zeit die einzige Arbeit, die er für Bernini ausführte; er wollte sich wohl eher von dem großen Konkurrenten abgrenzen. Tatsächlich stieg Guidi nach dem Tod von Bernini, Ercole Ferrata und Antonio Raggi zum bedeutendsten Bildhauer Roms auf. Durch sein Eintreten für Charles Lebrun verschaffte er zudem den französischen Bildhauern wachsenden Einfluss.
Zu Guidis herausragenden Arbeiten gehört zum Beispiel das Denkmal für Natale Rondinini in der Kirche Santa Maria del Popolo (1657) und auch das Relief über dem Altar der Capella di Monte di Pieta (1667–76), das eine Beweinung Christi darstellt. Guidi besaß wie sein Lehrer Algardi große gestalterische Fähigkeiten; dabei zeigen seine Figuren zwar die klassischen Formen emotionalen Ausdrucks, wirken aber verglichen mit seinem Meister uninspiriert. Seinen Reliefs wird fehlende Raumtiefe nachgesagt.